# Živojin Mišić
Pour les articles homonymes, voir Mišić.
Živojin Mišić, en serbe cyrillique Живојин Мишић (né le 19 juillet 1855 à Struganik, près de Mionica - mort le 20 janvier 1921 à Belgrade), était un militaire serbe. Il participa à toutes les guerres que mena la Serbie entre 1876 et 1918. Son rôle pendant la Première Guerre mondiale lui valut le titre de voïvode (maréchal).

## Biographie

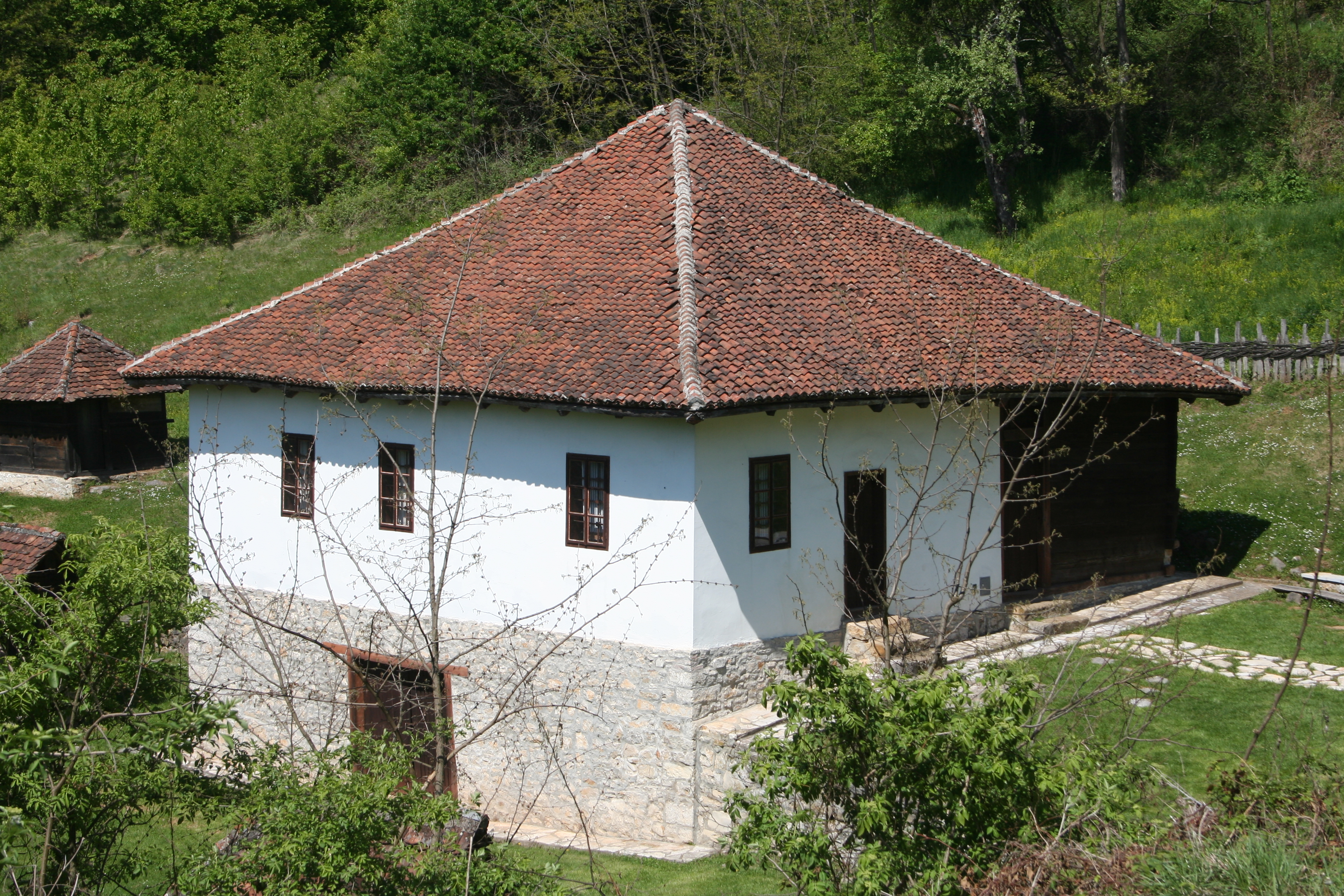
La maison natale de Živojin Mišić à Struganik

Živojin Mišić était le plus jeune d'une famille de treize enfants. Durant sa jeunesse, passée dans son village natal de Struganik, il gardait les animaux dans les champs. Il termina ses études primaires et commença ses études secondaires à Kragujevac, puis il effectua ses deux dernières années de lycée au Premier lycée de Belgrade. En 1874, il fut admis à l'Académie militaire.
Živojin Mišić participa aux guerres serbo-turques de 1876 et 1878, avec le grade de sous-lieutenant d'infanterie. Puis, en 1885, il participa à la guerre contre la Bulgarie en qualité de lieutenant, chargé de commander une compagnie dans le 5e régiment d'infanterie de la division Drina.
Peu après l'assassinat du roi Alexandre Ier de Serbie en 1903, Mišić fut contraint de se retirer, peut-être sous la pression de La Main noire (en serbe : Црна рука et Crna Ruka[réf. nécessaire]). En tout cas, il apparaissait comme un partisan de la dynastie des Obrenović, alors que le nouveau roi, Pierre Ier appartenait à la dynastie rivale des Karađorđević. En revanche, il reprit du service à la demande instante du chef d'état-major du Haut commandement de l'armée serbe, le général Radomir Putnik, qui en fit son aide de camp.
Živojin Mišić participa ensuite aux guerres balkaniques. Au cours de la première guerre balkanique menée contre l'Empire ottoman, il s'illustra à la bataille de Kumanovo (1912), ce qui lui valut d'être élevé au grade de général. Au cours de la deuxième guerre balkanique, menée cette fois contre la Bulgarie, les Bulgares lancèrent une attaque surprise qui conduisit à la bataille de Bregalnica ; mise en difficulté, l'armée serbe songeait à se replier sur sa seconde ligne de défense, mais Mišić persuada le voïvode Radomir Putnik à repousser l'attaque sur la première ligne, contribuant ainsi à la victoire finale des Serbes.

### Première Guerre mondiale

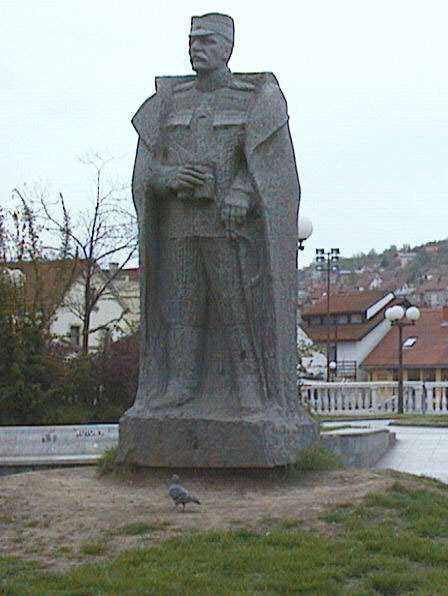
Statue de Živojin Mišić à Valjevo

Živojin Mišić joua un rôle de premier plan au cours de la Première Guerre mondiale. Le 6 novembre 1914, les Autrichiens lancèrent une importante offensive contre la Serbie. Manquant de munitions, les Serbes durent se replier, abandonnant Belgrade et la vallée de la Kolubara. Le général autrichien, Potiorek, s'empara alors de la capitale serbe, et des plans de découpage du pays furent préparés. Dans cette période difficile, Mišić reçut le commandement de la Première Armée serbe. Le 3 décembre 1914, il donna le signal de la contre-offensive. L'armée austro-hongroise dut reculer et Belgrade fut reprise le 15 décembre. Cette contre-offensive porte le nom de « bataille de la Kolubara », d'après la rivière de la Kolubara, près de laquelle se déroula le combat le plus important de cette campagne militaire. Les Serbes firent prisonniers 333 officiers et plus de 42 000 soldats ; ils s'emparèrent également d'un important matériel militaire autrichien. Tout le territoire du royaume de Serbie fut libéré. En récompense de son succès dans cette bataille, Živojin Mišić fut élevé au rang de voïvode. Le 5 octobre 1915 une nouvelle offensive fut lancée par les Autrichiens, appuyés cette fois par les Allemands ; Belgrade fut prise le 9. Putnik donna l'ordre de se replier vers l'Albanie. Mišić faisait partie de l'expédition. En décembre 1915, les troupes serbes finirent par atteindre les rives de l'Adriatique, d'où elles furent évacuées vers Corfou. Mišić, épuisé par l'expédition, partit se reposer en France. Rappelé en septembre 1916, il reprit le commandement de la Première Armée serbe et se battit d'abord à Monastir puis à Thessalonique, assistant au général français Franchet d'Espèrey. À la fin de guerre, il devint chef d'état-major du haut commandement de l'Armée serbe.

## Postérité
Živojin Mišić est considéré comme un héros national serbe. De nombreuses statues ont été élevées en son honneur. Sa maison natale, à Struganik, a été transformée en musée mémorial.

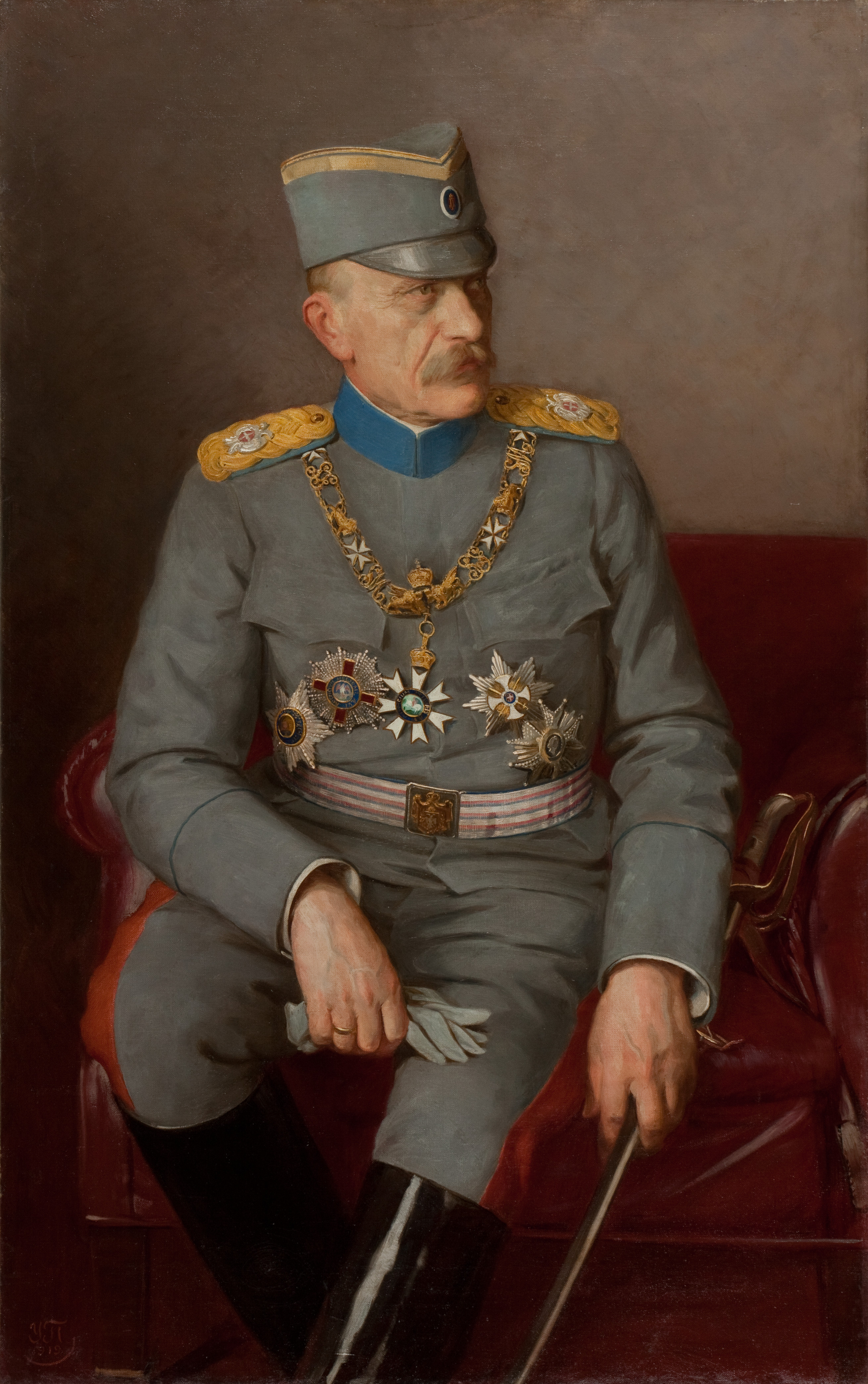
Živojin Mišić, portrait par Uroš Predić